# Вернігероде
Вернігероде (нім. Wernigerode) — місто в Німеччині, розташоване в землі Саксонія-Ангальт. Входить до складу району Гарц.

## Географія
Місто розташоване на висоті 250 м над рівнем моря біля підніжжя гори Брокен. Площа — 170,03 км2. Населення становить 32 027 ос. (станом на 31 грудня 2021).

## Історія
Письмових джерел про точне походження міста немає. Згідно з останніми дослідженнями, немає жодних споконвічних зв'язків з Корвейським абатством (Везер) і тамтешнім абатом Варіном — як припускають Едуард Якобс і Вальтер Ґроссе. Назва міста стосується місця вирубки лісів.
Першим поселенням міста був Клінт із низинним замком, так званим «Шнакенбургом». У 1805 році залишки цього замкового комплексу були знесені. У Середньовіччя на пагорбі Клінт ще були багаті, споконвічні букові та змішані широколистяні ліси, які спочатку потрібно було вирубати, звідси і частина назви «-роде». Близько 1100 року, крім сільського поселення, існували Графенгоф, п'ять лицарських дворів і Церква св. Сільвестра (тоді освячена на честь святого Георгія.
Офіційною датою заснування вважається 17 квітня 1229 року, проте перші згадки про місто датовані ще 1121 роком. Під час Другої світової війни на примусових роботах було задіяно близько 800 жителів окупованих територій.

## Галерея

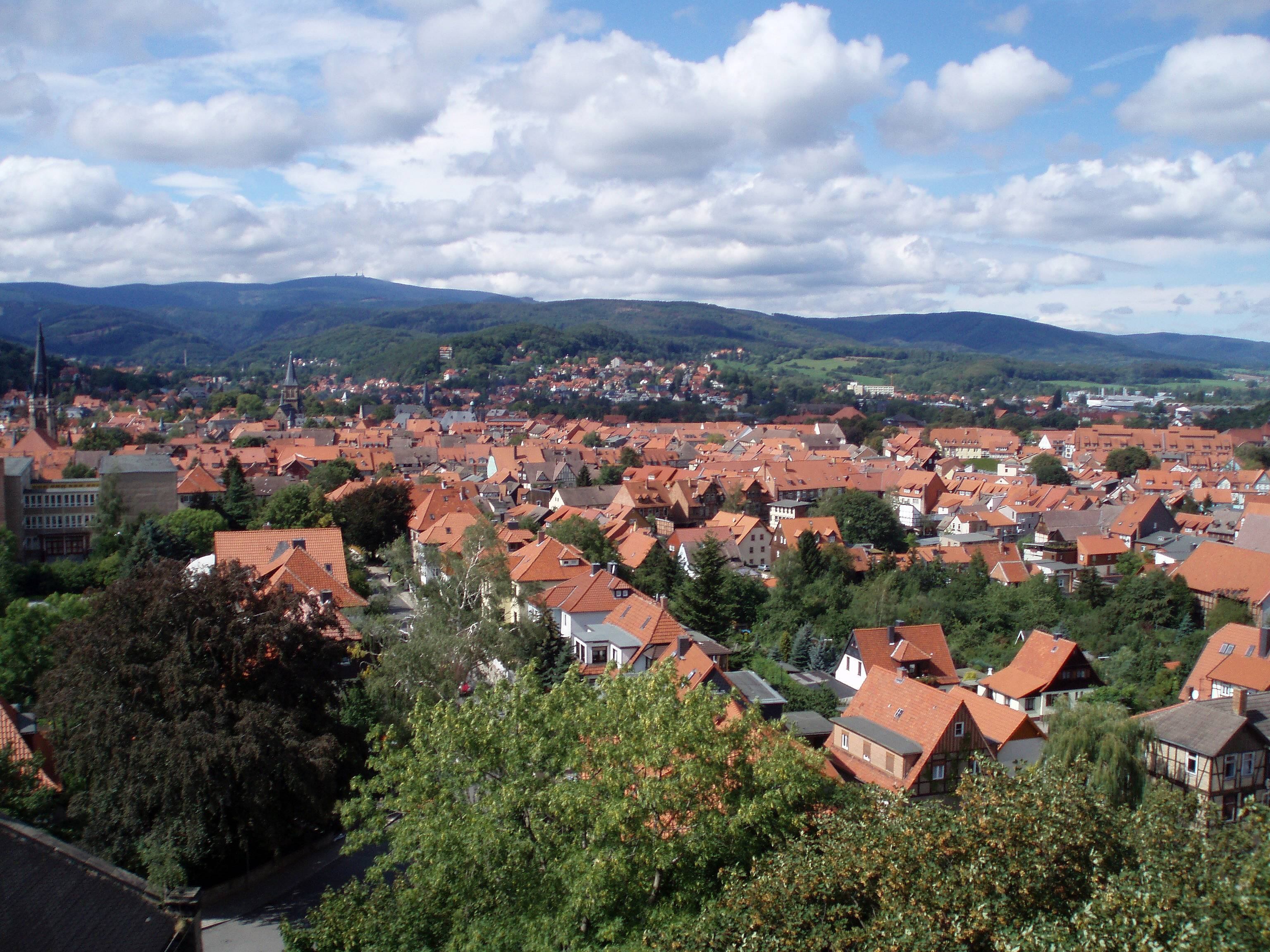
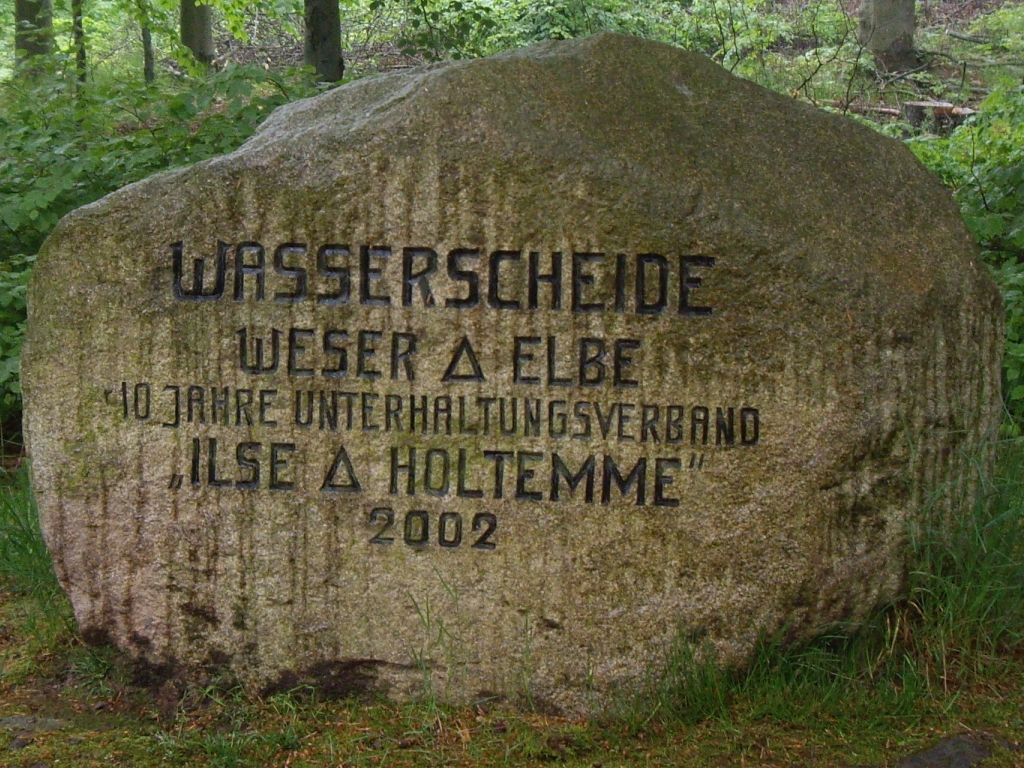
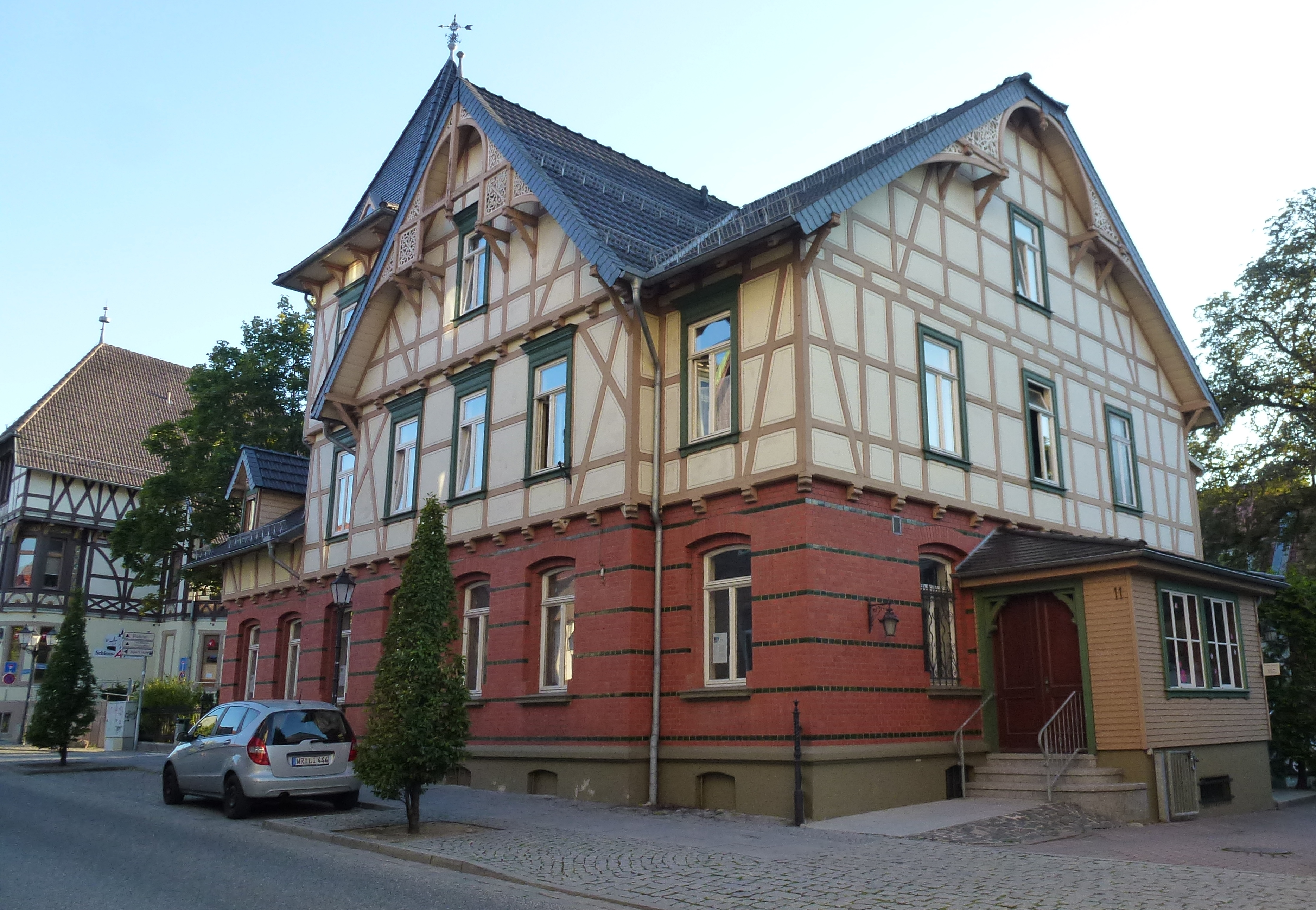
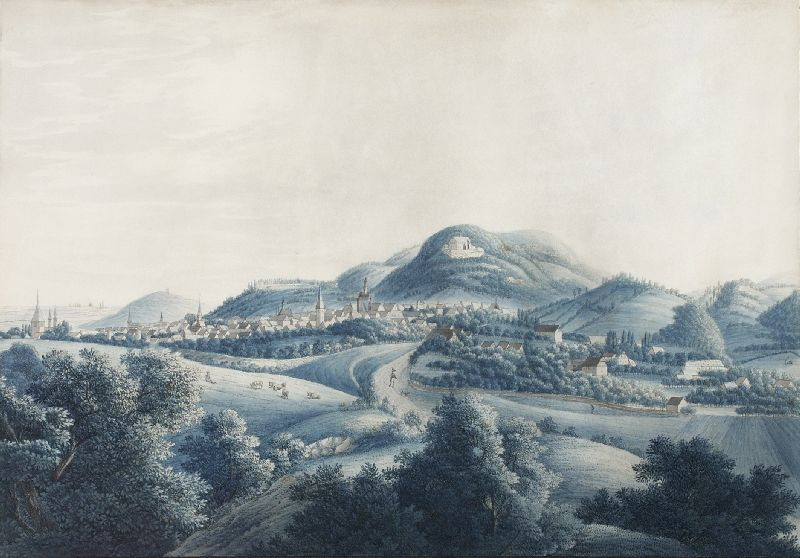
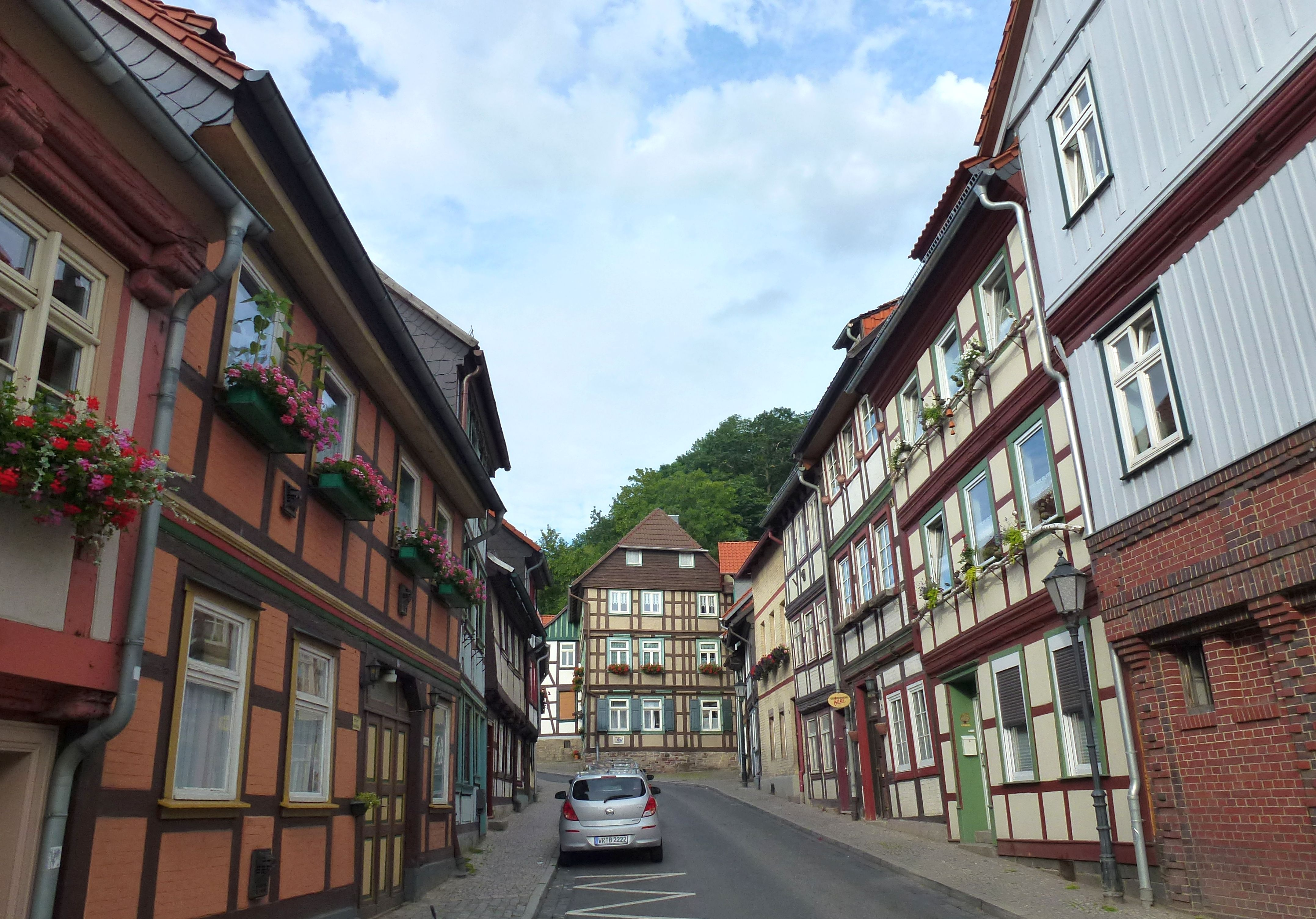
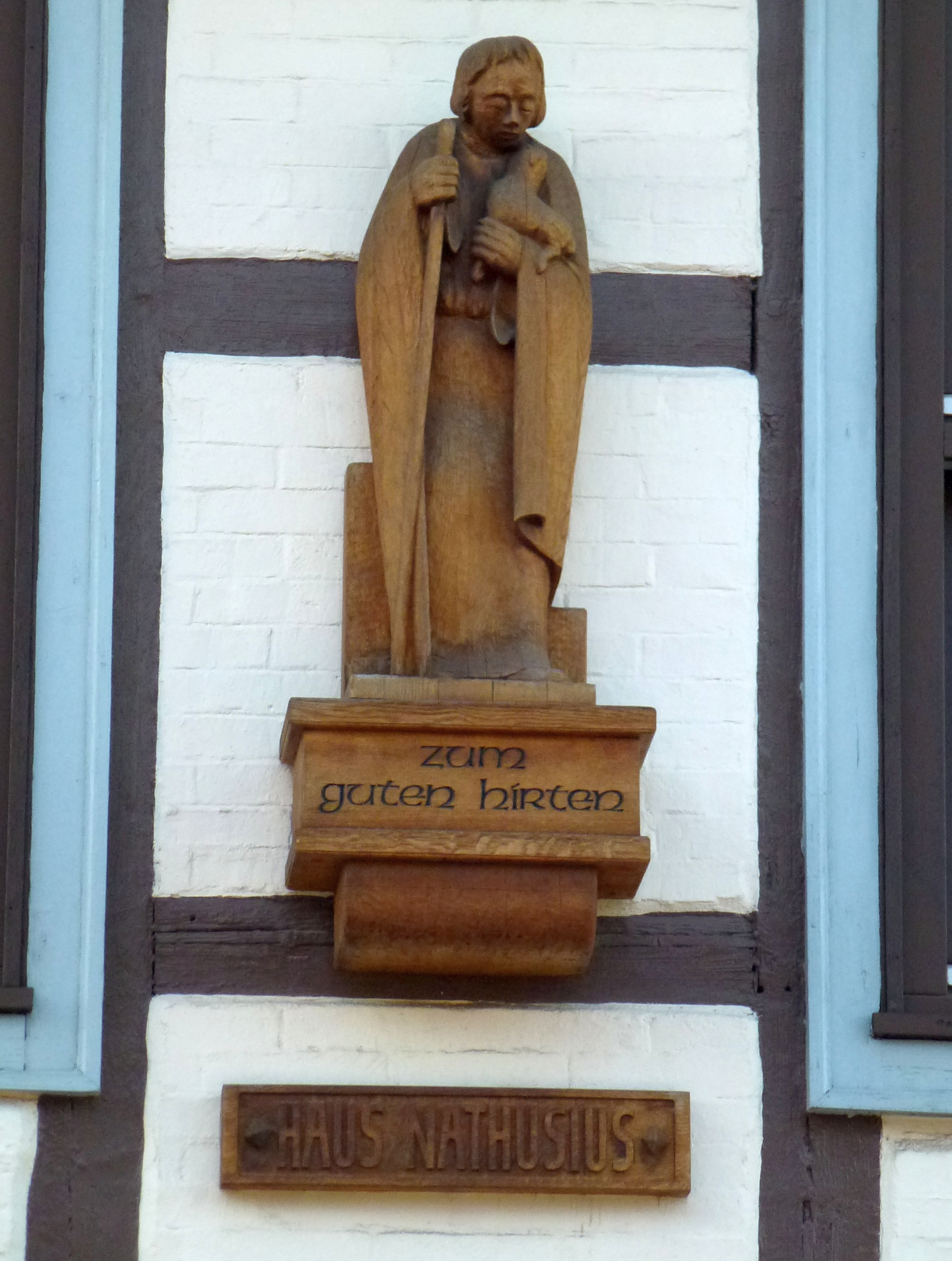

## Туризм
Вернігероде має багато туристичних атракцій. Практично увесь центр міста складається з фахверкових будинків. Ратуша, що знаходиться в самісінькому центрі міста, вважається однією з найкрасивіших у Європі. Неподалік від центру на горі височіє міський замок. Із Вернігероде починається маршрут вузькоколійною залізницею на г. Брокен. Для колишніх громадян СРСР історична частина міста і замок мають здатися чимось знайомим — саме тут проходили зйомки фільму «Той самий Мюнхгаузен» (1979 р.)